# Eesti Karikas 2008-2009
La Coppa d'Estonia 2008-2009 (in estone Eesti Karikas) è stata la 17ª edizione del torneo dopo l'indipendenza dell'Estonia. Il Flora Tallinn ha vinto il trofeo per la quarta volta nella sua storia.

## Formula
Il torneo si dipanava su sette turni tutti disputati su gare di sola andata; la finale in gara unica in campo neutro unica a Tallinn.
Il sorteggio di tutti i turni era completamente libero: squadre della Meistriliiga 2008 potevano essere sorteggiate al primo turno o incontrarsi tra di loro, senza teste di serie.

## Primo turno
Le partite furono disputate tra il 22 luglio e il 6 agosto .
| Squadra 1            | Risultato   | Squadra 2           |
| -------------------- | ----------- | ------------------- |
| 22 luglio 2008       |             |                     |
| Nõmme United         | 7 – 1       | Igiliikur           |
| Tulevik Viljandi 2   | 10 – 0      | Eston Villa         |
| 23 luglio 2008       |             |                     |
| Võru                 | 1 – 2 (dts) | Vaprus Pärnu        |
| Elva 2               | 3 – 2       | Olympic Tallinn     |
| Linnugripp           | 1 – 3       | Lootos Põlva        |
| Elva                 | 2 – 1       | Jalgpallihaigla     |
| Kaitseliit/Kalev     | 2 – 3       | Kalju Nõmme II      |
| Kristiine            | 0 – 11      | Kalju Nõmme         |
| 30 luglio 2008       |             |                     |
| Maag Tammeka Tartu 2 | -           | Baltika Keskerakond |
| Kernu Kadakas        | 6 – 2       | Reaal Tallinn       |
| Atli Rapla           | 0 – 8       | Kalev Tallinn       |
| Lootus Kohtla-Järve  | 2 – 0       | Toompea 1994        |
| Maag Tammeka Tartu   | 3 – 0       | SK-10 Premium       |
| 6 agosto 2008        |             |                     |
| Flora Tallinn II     | 6 – 2       | Trans Narva 2       |
| Kumake               | 1 – 13      | Paide               |
| Flora Rakvere        | 9 – 1       | Järva-Jaani         |
| Maaülikooli          | 0 – 10      | Levadia Tallinn     |
| Kalev Tallinn II     | 1 – 3       | HÜJK Emmaste        |
| Tartu HaServ         | -           | Tempori             |
| Orbiit Jõhvi         | -           | Kalevi SK           |

## Secondo turno
Le partite furono disputate tra il 5 e il 27 agosto 2008.
| Squadra 1          | Risultato        | Squadra 2               |
| ------------------ | ---------------- | ----------------------- |
| 5 agosto 2008      |                  |                         |
| Vaprus Pärnu       | 5 – 2            | Tabasalu                |
| 6 agosto 2008      |                  |                         |
| TVMK Tallinn       | 2 – 3            | Kalju Nõmme             |
| Kalev Sillamäe     | 6 – 0            | Kose                    |
| Kiviõli Tamme Auto | 7 – 1            | Rada Kuusalu            |
| Nõmme United       | 2 – 5            | Tartu HaServ            |
| Kotkad             | 0 – 1            | Flora Tallinn           |
| Püsivus            | 1 – 3            | Ülikool Fauna           |
| Atletik Tallinn    | 0 – 2            | Orbiit Jõhvi            |
| 7 agosto 2008      |                  |                         |
| Soccernet          | 0 – 10           | Toompea 1994            |
| Warrior Valga      | 3 – 1            | Vaprus Pärnu 2          |
| 12 agosto 2008     |                  |                         |
| Warrior Valga 2    | 2 – 7            | Kalev Tallinn           |
| Tallinna FC Anzi   | 6 – 2            | Eurouniv                |
| 13 agosto 2008     |                  |                         |
| Quattromed         | 2 – 6            | Tulevik Viljandi        |
| Piraaja Tallinn    | 1 – 0 (dts)(dts) | Sörve                   |
| Santos Tartu       | 2 – 5            | Lootus Kohtla-Järve     |
| Tulevik Viljandi 2 | 10 – 0           | EBS Team                |
| 14 agosto 2008     |                  |                         |
| Otepää             | 1 – 3            | Kuressaare              |
| 19 agosto 2008     |                  |                         |
| Enter              | 0 – 2            | Levadia Tallinn         |
| 20 agosto 2008     |                  |                         |
| Trans Narva        | 5 – 0            | Flora Rakvere           |
| Twister            | 1 – 6            | Lootos Põlva            |
| Dagöplast          | 4 – 0            | WC Guwalda              |
| Alko               | -                | Haiba                   |
| Paide              | 6 – 2            | Metec                   |
| FC Lelle           | 1 – 6            | Elva                    |
| Kalju Nõmme II     | 11 – 0           | Kernu Kadakas           |
| Saue Laagri        | 3 – 6            | Maag Tammeka Tartu      |
| Esteve Maardu      | 5 – 2            | Noorus-96 Jõgeva        |
| HansaNet.ee        | 1 – 4            | Maag Tammeka Tartu 2    |
| HÜJK Emmaste       | 3 – 0            | Tribling                |
| 21 agosto 2008     |                  |                         |
| Ganvix Türi        | 2 – 0            | Tarvastu                |
| 27 agosto 2008     |                  |                         |
| Elva 2             | 4 – 1            | Lasnamäe Ajax Veteranid |
| Ajax Lasnamäe      | 2 – 1            | Flora Tallinn II        |

## Sedicesimi di finale
Le partite furono disputate tra il 2 e il 17 settembre 2008.
| Squadra 1            | Risultato   | Squadra 2           |
| -------------------- | ----------- | ------------------- |
| 2 settembre 2008     |             |                     |
| Warrior Valga        | 1 – 4       | Maag Tammeka Tartu  |
| 3 settembre 2008     |             |                     |
| Kiviõli Tamme Auto   | 1 – 8       | Flora Tallinn       |
| Levadia Tallinn      | 12 – 0      | Esteve Maardu       |
| Vaprus Pärnu         | -           | Ganvix Türi         |
| Kalev Tallinn        | 4 – 0       | Ajax Lasnamäe       |
| Tartu HaServ         | 0 – 4       | Kalev Sillamäe      |
| Piraaja Tallinn      | 0 – 3       | Orbiit Jõhvi        |
| 4 settembre 2008     |             |                     |
| Paide                | 1 – 5       | Tulevik Viljandi    |
| 6 settembre 2008     |             |                     |
| Maag Tammeka Tartu 2 | 0 – 1       | Kalju Nõmme         |
| 9 settembre 2008     |             |                     |
| Trans Narva          | 4 – 2       | Lootus Kohtla-Järve |
| Elva                 | 3 – 10      | Toompea 1994        |
| Tallinna FC Anzi     | 1 – 3 (dts) | Lootos Põlva        |
| Tulevik Viljandi 2   | 8 – 1       | Dagöplast           |
| 11 settembre 2008    |             |                     |
| Kuressaare           | 1 – 0 (dts) | Alko                |
| 17 settembre 2008    |             |                     |
| Elva 2               | 2 – 0       | Ülikool Fauna       |
| Kalju Nõmme II       | 4 – 1       | HÜJK Emmaste        |

## Ottavi di finale
Le gare furono disputate tra il 23 settembre e il 26 ottobre 2008.
| Squadra 1          | Risultato   | Squadra 2          |
| ------------------ | ----------- | ------------------ |
| 23 settembre 2008  |             |                    |
| Tulevik Viljandi 2 | 1 – 2       | Kalju Nõmme        |
| 24 settembre 2008  |             |                    |
| Tulevik Viljandi 2 | 0 – 10      | Levadia Tallinn    |
| Lootos Põlva       | 0 – 2       | Maag Tammeka Tartu |
| 1º ottobre 2008    |             |                    |
| Elva 2             | 2 – 3 (dts) | Kalju Nõmme II     |
| 8 ottobre 2008     |             |                    |
| Orbiit Jõhvi       | 1 – 3       | Flora Tallinn      |
| 11 ottobre 2008    |             |                    |
| Kalev Sillamäe     | 3 – 1       | Kuressaare         |
| Kalev Tallinn      | 0 – 2       | Trans Narva        |
| 26 ottobre 2008    |             |                    |
| Ganvix Türi        | 2 – 0       | Toompea 1994       |

## Quarti di finale
Le gare furono disputate il 14 e il 15 aprile 2009. Il Maag Tammeka si sciolse, trasformandosi in Tammeka.
| Squadra 1      | Risultato | Squadra 2       |
| -------------- | --------- | --------------- |
| 14 aprile 2009 |           |                 |
| Trans Narva    | 3 – 1     | Levadia Tallinn |
| 16 aprile 2009 |           |                 |
| Ganvix Türi    | 1 – 4     | Kalju Nõmme     |
| Tammeka Tartu  | 0 – 3     | Kalev Sillamäe  |
| Flora Tallinn  | 4 – 0     | Kalju Nõmme II  |

## Semifinali
Le gare furono disputate il 28 e il 29 aprile 2009.
| Squadra 1      | Risultato             | Squadra 2     |
| -------------- | --------------------- | ------------- |
| 28 aprile 2009 |                       |               |
| Trans Narva    | 0 – 3                 | Flora Tallinn |
| 29 aprile 2009 |                       |               |
| Kalev Sillamäe | 0 – 0 (dts) (2-3 dcr) | Kalju Nõmme   |

## Finale
| Squadra 1     | Risultato       | Squadra 2   |
| ------------- | --------------- | ----------- |
| Flora Tallinn | 0 – 0 (4-1 dcr) | Kalju Nõmme |

| Arbitro: | Kristo Tohver |

| |                      | |
| Zahovaiko Kasimir Vunk Vanna Dupikov | Tiri di rigore 4 – 1 | Smirnov Rõškevitš Pimentel Hurt Felipe Nunes |
| · Mihkel Aksalu · Markus Jürgenson 39’ · Tõnis Vanna · 75’ Karl Palatu · Gert Kams · Aivar Anniste 70’ · Siksten Kasimir · Oliver Konsa 105'+1’ · Vunk · Henri Anier · Joonas Tamm · A disposizione: · Stanislav Pedõk · Mikk Reintam · Ken Kallaste · Sergei Mošnikov 105'+1’ 119’ · Henri Rüütli · Vjatšeslav Zahovaiko 70’ 76’ · Alo Dupikov 60’ | Formazioni           | · Rene Kaas · 35’Marcio Pimentel · 74’ Mikk Haavistu · Martin Hurt · Alan Arruda · 108’ Maksim Smirnov · 91’ Jevgeni Novikov · 67’ Murilo Maccari · 95’Sergei Terehhov · Felipe Nunes · Miroslav Rõškevitš · A disposizione: · Daniil Savitski · Risto Kägo · Martin Tšegodajev · Kristofer Kask · 91’ Tõnis Kaukvere · 67’ Janar Tükk · Anti Kõlu |